# Комбинация (футбольная лига)
Комбинация (англ. The Combination) — футбольная лига Англии в 1888—1911 годах. Впервые лига была образована в 1888 году для команд из Северной Англии и Мидлендса, но сезон не был завершён. Во второй раз лига образовалась в сезоне 1889/90 и была расформирована в 1911 году. В этой лиге участвовали команды из северо-западной Англии, а позднее и из Уэльса.

## Первое создание
Первая Комбинация была основана в 1888 году, то есть в год основания Футбольной лиги. Она состояла из 20 команд, хотя впоследствии оказалось, что это слишком большое число, чтобы организовать игры между всеми клубами. Вместо этого каждый клуб должен был играть с восемью другими дома и на выезде, в общей сложности проводя по 16 матчей в сезоне. Однако в отличие от Футбольной лиги Комбинация управлялась не централизованно, а отдельными клубами. В итоге получится хаос, поскольку не было ясно, играли ли команды между собой, или это были только товарищеские матчи. Много туров не состоялось, и сезон Комбинации был завершён в апреле 1889 года.
В турнире принимали участие такие клубы как «Ньютон Хит», «Гримсби Таун», «Линкольн Сити», «Берзлем Порт Вейл», «Кру Александра», «Бутл», «Смолл Хит» и «Блэкберн Олимпик».

## Второе создание
Клубы-основатели:
- Бертон Свифтс
- Гортон Вилла
- Дентон
- Дерби Сант-Лукс
- Лик
- Маклсфилд Таун
- Нортвич Виктория
- Рексем
- Стаффорд Кантри
- Уиттон
- Честер Сити
- Хайд

Пять из команд из числа основателей лиги в будущем вступили в Футбольную лигу. Постепенно лига развивалась, в ней появились валлийские команды, а также резервные команды крупных клубов, например, «Эвертона». Ко времени расформирования в 1911 году в лиге уже не было ни одного из клубов-основателей (присутствовала только резервная команда «Рексема»).

## Чемпионы[2]
| Сезон     | Чемпион               |
| --------- | --------------------- |
| 1890/1891 | Гортон Вилла          |
| 1891/1892 | Эвертон (рез.)        |
| 1892/1893 | Эвертон (рез.)        |
| 1893/1894 | Эвертон (рез.)        |
| 1894/1895 | Аштон Норт Энд        |
| 1895/1896 | Эвертон (рез.)        |
| 1896/1897 | Эвертон (рез.)        |
| 1897/1898 | Эвертон (рез.)        |
| 1898/1899 | Эвертон (рез.)        |
| 1899/1900 | Черк                  |
| 1900/1901 | Рексем                |
| 1901/1902 | Рексем                |
| 1902/1903 | Рексем                |
| 1903/1904 | Беркенхед             |
| 1904/1905 | Рексем                |
| 1905/1906 | Уитчерч               |
| 1906/1907 | Уитчерч               |
| 1907/1908 | Транмир Роверс        |
| 1908/1909 | Честер Сити           |
| 1909/1910 | Кру Александра (рез.) |
| 1910/1911 | Уитчерч               |